# 山田村 (和歌山県)
山田村（やまだむら）は、和歌山県伊都郡にあった村。現在の橋本市中心部の西方、和歌山線・紀伊山田駅の周辺から北方一帯にあたる。

## 地理
- 山岳：三石山
- 河川：紀の川、山田川、菖蒲谷川

## 歴史
- 1889年（明治22年）4月1日 - 町村制の施行により、吉原村・山田村・出塔村・柏原村・野村・神野々村の区域をもって発足。
- 1955年（昭和30年）1月1日 - 橋本町・岸上村・紀見村・隅田村・学文路村と合併して橋本市が発足。同日山田村廃止。

## 交通

### 鉄道路線
- 日本国有鉄道
  - 和歌山線
    - 紀伊山田駅

### 道路
- 国道24号